# Polidektes

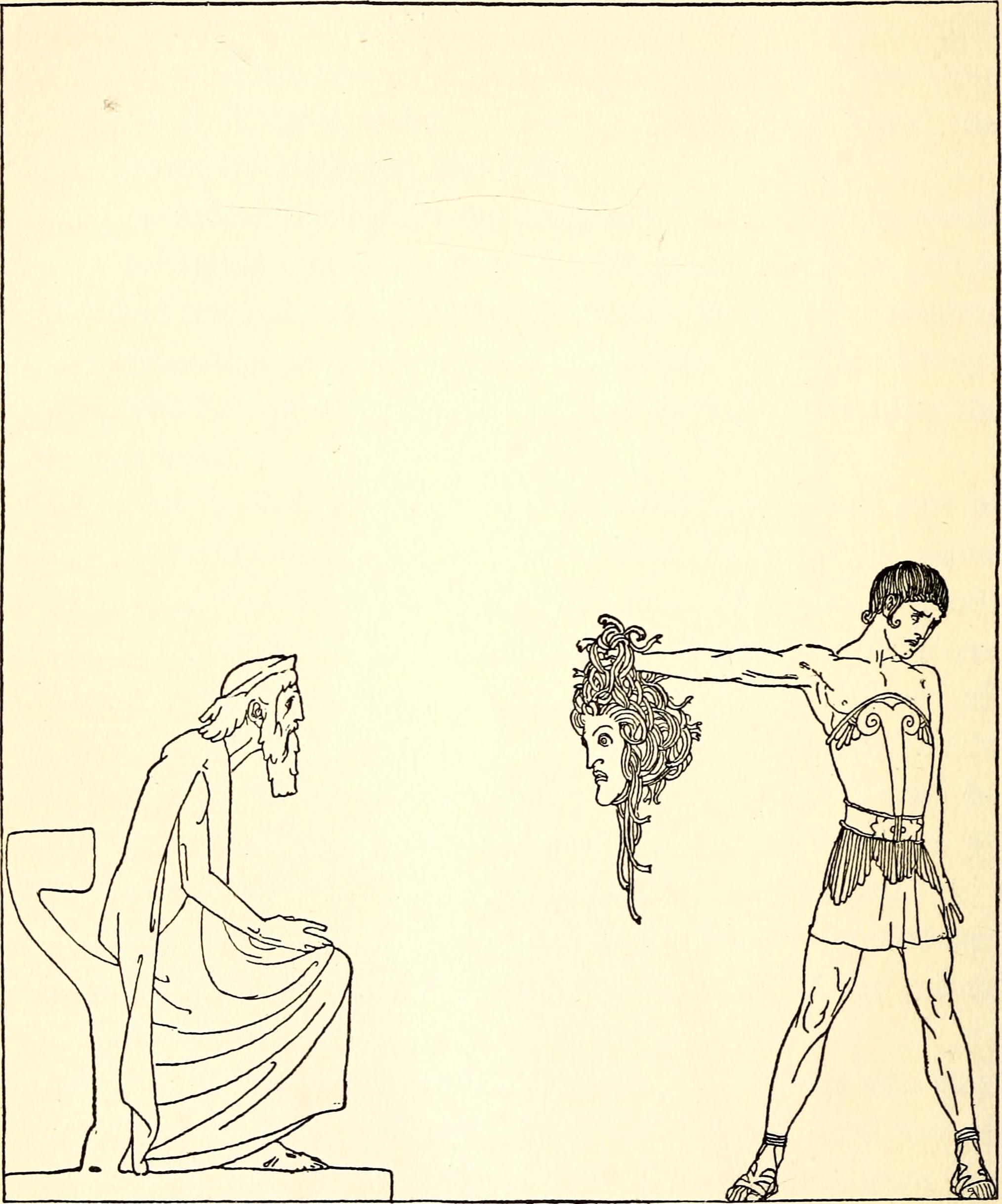
Perseusz pokazujący zdobytą głowę Meduzy Polidektesowi, skazując go tym samym na śmierć.

Polidektes – w mitologii greckiej władca wyspy Serifos, tyran, brat Diktysa. Występuje w micie o Perseuszu.
Mit mówi, że kiedy odnaleziono u brzegów wyspy skrzynię z Danae i jej synem Perseuszem, zapragnął ją poślubić. Ona była mu jednak niechętna. W jednej wersji mitu nie chciała tego zrobić ze względu na ojca swego syna, Zeusa, w innej na dobro dziecka. Według jeszcze innej wersji to dorastający już Perseusz opierał się małżeństwu matki.
Chcąc się pozbyć niewygodnego młodzieńca, zaprosił go na uroczystość do swego pałacu (w jednej z wersji władca sfingował swe zaręczyny z jakąś kobietą inną niż Danae). Wszyscy goście poza Perseuszem przynieśli drogie podarki, tylko on ubogi – przyszedł z pustymi rękoma. Gdy władca począł opowiadać o głowie Gorgony Meduzy, syn Zeusa podjął się mu ją dostarczyć, skazując się na pewną śmierć. Ponieważ zaś mimo wyjazdu syna Danae nadal nie godziła się na ślub, zamknął ją w lochu albo też – w innej wersji – nakazał wykonywać najcięższe prace w pałacu. Kolejna zaś mówi, że poza nachalnymi propozycjami nic jej nie zrobił.
Chłopcu jednak pomocy udzielili Atena i Hermes, wskutek czego po około 7 latach wrócił z obiecaną zdobyczą. Głowa potwora miała moc zamieniania ludzi w kamień i tak się też stało ze złym królem, gdy Perseusz pokazał mu swoje trofeum.
Po Polidektesie na wyspie panował jego brat Diktys.